# John Cazale
John Cazale (Boston, 1935. augusztus 12. – New York, 1978. március 12.) amerikai színész. 
Első fontosabb filmje az 1972-es A keresztapa volt, amelyben a Corleone család középső gyermekét, Fredo Corleonét alakította.

## Pályafutása
A Keresztapa című filmben egyik régi barátjával, Al Pacinóval játszott együtt. A filmet Francis Ford Coppola rendezte. Őt és Al Pacinót is ez a film tette híressé, ugyanúgy, mint sok, addig még ismeretlen vagy kevésbé ismert színészt. Cazale-t a filmben nyújtott alakításáért Golden Globe-díjra jelölték.
A Keresztapa1974-ben bemutatott folytatásában tett alakításával kapcsolatban Bruce Fetts véleménye, hogy "Cazale lehengerlően nyers stílusa fokozza a drámai hatást". Dominic Chianese szerint "John úgy beleadta szívét a szerepbe, hogy baja is eshetett volna. Kevés színésznek adatik ilyen tehetség." A tizenkét évvel a halála után készült 3. részben is megjelenik, archív felvételeken.
Fredo Corleone karaktere szöges ellentétben áll Cazale jellemével, aki hírhedten visszahúzódó személyiség volt.
Cazale harmadszorra is főszerepet kapott Al Pacino mellett, ezúttal az 1975-ös Kánikulai délután című filmben. A film igaz történeten alapul. Cazale-t alakításáért ismét Golden Globe-díjra jelölték, legjobb férfi főszereplő kategóriában.
Az egyik jelenetben Al Pacino megkérdezi Cazale-től, hogy a rablást követően melyik országba szeretne menni. A forgatókönyv szerint itt nem kellett volna semmit sem mondania, de Cazale azt felelte, szeretne eljutni Wyomingba. A jelenetet kis híján újra kellett forgatni, mert Cazale majdnem elnevette magát. Ez a jelenet volt Sidney Lumet rendező kedvenc jelenete a filmben.

## Halála
Cazalénál súlyos tüdőrákot állapítottak meg. Ennek ellenére folytatta a munkát A szarvasvadász című filmben menyasszonyával, Meryl Streeppel. A forgatás menetrendjét átszervezték és Cazale jeleneteit vették fel elsőként. A film bemutatását már nem érhette meg, 1978. március 12-én elhunyt.

## Emlékezete
Azok szerint, akik együtt dolgoztak a színésszel vagy közel álltak hozzá, Cazale félénk, visszahúzódó ember volt. Barátjával, Al Pacinóval három filmben és különböző színpadi szerepekben játszott együtt. Bruce Feets szerint Cazale személyisége ellensúlyozta kollégái, Pacino és Robert De Niro ingadozó érzelmi megnyilvánulásait. Pacino azt nyilatkozta, "Semmi mást nem akartam, csak életem hátralevő részében Johnnal dolgozni. Ő volt a filmes partnerem."
Cazale arcát használták fel A Keresztapa videójáték-változatához. Egy New York-i színház az ő nevét viseli.
Életéről és karrierjéről film is készült; I Knew It Was You: Rediscovering John Cazale. A filmet 2009-ben mutatták be a Sundance Filmfesztivál-on, Richard Shepard rendezésében.

## Filmográfia

### Film
| Év   | Magyar cím                            | Eredeti cím                                                   | Szerep          | Magyar hang     | Rendező              |
| ---- | ------------------------------------- | ------------------------------------------------------------- | --------------- | --------------- | -------------------- |
| 1962 |                                       | The American Way (rövidfilm)                                  | Beatnik         |                 | Marvin Starkman      |
| 1972 | A Keresztapa                          | The Godfather                                                 | Fredo Corleone  | Halmágyi Sándor | Francis Ford Coppola |
| 1972 | A Keresztapa                          | The Godfather                                                 | Fredo Corleone  | Incze József    | Francis Ford Coppola |
| 1974 | Magánbeszélgetés                      | The Conversation                                              | Stan            | Szacsvay László | Francis Ford Coppola |
| 1974 | Magánbeszélgetés                      | The Conversation                                              | Stan            | Tarján Péter    | Francis Ford Coppola |
| 1974 | A Keresztapa II.                      | The Godfather II                                              | Fredo Corleone  | Halmágyi Sándor | Francis Ford Coppola |
| 1974 | A Keresztapa II.                      | The Godfather II                                              | Fredo Corleone  | Incze József    | Francis Ford Coppola |
| 1975 | Kánikulai délután                     | Dog Day Afternoon                                             | Sal             | Reviczky Gábor  | Sidney Lumet         |
| 1975 | Kánikulai délután                     | Dog Day Afternoon                                             | Sal             | Fazekas István  | Sidney Lumet         |
| 1978 | A szarvasvadász                       | The Deer Hunter                                               | Stanley "Stosh" | Kautzky Armand  | Michael Cimino       |
| 1990 | A Keresztapa III. (archív felvételek) | The Godfather II                                              | Fredo           | Halmágyi Sándor | Francis Ford Coppola |
| 1990 | A Keresztapa III. (archív felvételek) | The Godfather II                                              | Fredo           | Incze József    | Francis Ford Coppola |
| 2008 |                                       | I Knew It Was You: Rediscovering John Cazale (dokumentumfilm) | önmaga          |                 | Richard Shepard      |

### Televízió
- 1968: N.Y.P.D. – Tom Andrews (1 epizód)
- 1977: A keresztapa legendája (The Godfather: A Novel for Television) – Fredo Corleone (minisorozat, 4 epizód)

## Fordítás
- Ez a szócikk részben vagy egészben  a   John Cazale című angol Wikipédia-szócikk ezen változatának fordításán alapul.  Az eredeti cikk szerkesztőit annak laptörténete sorolja fel. Ez a jelzés csupán a megfogalmazás eredetét és a szerzői jogokat jelzi, nem szolgál a cikkben szereplő információk forrásmegjelöléseként.